# 法國啟蒙主義
法國啟蒙主義是啟蒙時代於法國的影響。

## 代表思想家
- 伏爾泰：美是能引起驚嘆與快樂的東西，美是相對的，美的觀念取決於國家種族和地理條件 。
- 盧梭：崇尚自然、反對文明、反對科學與藝術，認為在文明社會所追求的是種邪惡而虛偽的共同性，人只聽從習俗和禮節的擺佈，不再聽從自己的天性。專業分工把人變成片面，造成人與制度的矛盾。應重新使人成為完整的人。
- 狄德羅：最重要啟蒙主義領袖，傑出的唯物主義哲學家。反對唯心主義把美看成天賦觀念，提出「美在關係」說。強調要在事物與現象的相互聯繫中去把握美，自然是文藝的泉源和基礎。狄德羅在恢復古希臘以來的唯物主義美學傳統基礎上提出一套完整的現實主義文藝理論。